# Dialetti toscani
I dialetti toscani costituiscono un insieme di vernacoli (ossia un continuum dialettale) di ceppo romanzo diffuso nell'area d'Italia corrispondente all'attuale regione Toscana, con l'esclusione delle parlate della Romagna toscana, di quelle della Lunigiana e di quelle dell’area carrarese.
Caratteristica principale di tali idiomi è quella di essere sostanzialmente parlati; ciò garantisce una chiara distinzione dall'italiano, che da sempre (e soprattutto fino al 1861) è stata una lingua che più ancora che parlata era soprattutto scritta, letteraria, aristocratica, praticata dalle élite scolarizzate. Il toscano quindi è un sistema linguistico allo stesso tempo innovativo (grazie all'uso vivo), ma anche conservativo, arcaizzante, grazie al suo (ancora oggi forte) legame con le aree più rurali della regione.
Tradizionalmente, i dialetti toscani erano considerati semplici varianti o "vernacoli" dell'italiano, data la grande somiglianza con l'italiano colto di cui, peraltro, costituiscono la fonte (sia pure modificatasi nel tempo rispetto alla parlata odierna).
I primi contributi letterari significativi in toscano risalgono al XIII-XIV secolo con le opere di Dante Alighieri, Francesco Petrarca e Giovanni Boccaccio, e successivamente nel XVI secolo con Niccolò Machiavelli e Francesco Guicciardini, che conferirono ai parlari toscani la dignità di "lingua letteraria" della penisola.
Al momento dell'unificazione dell'Italia fu scelto come lingua da adoperare ufficialmente, mettendo fine a una secolare discussione, a cui aveva partecipato anche Dante (nel De vulgari eloquentia), che vedeva due fazioni contrapposte, una che sosteneva la nascita di una lingua italiana sulla base di uno dei cosiddetti dialetti e un'altra che si proponeva di creare una nuova lingua che prendesse il meglio dai vari dialetti. Prese piede agli inizi del XIX secolo proprio la prima corrente, soprattutto grazie al prestigioso parere di Alessandro Manzoni (molto nota è la vicenda relativa alla scelta della lingua per la stesura de I promessi sposi e i panni sciacquati in Arno), ma non poche furono le critiche mossegli da chi sosteneva (in primo luogo, il glottologo goriziano Graziadio Isaia Ascoli) che il toscano era un dialetto come gli altri e una vera lingua nazionale sarebbe potuta nascere solo dopo l'incontro tra le varie culture del paese.

## Locutori
Il numero di locutori che parlano oggi dialetti di tipo toscano è superiore ai 3.000.000 di persone, contando gli abitanti della Regione, con l'esclusione dei territori della Romagna toscana, quelli della Lunigiana e quelli dell’area carrarese. Questi ultimi, più per esclusione, sono attribuiti alla famiglia emiliana, sebbene con forte peculiarità locali e un sostrato ligure, e includendo invece all'area toscanofona la Corsica settentrionale, dove viene parlato il dialetto cismontano, e l'area dell'Umbria confinante con la Toscana, dove viene parlato il chianino.
Virtualmente, i milioni di persone che parlano italiano sono in grado di comprendere il toscano, proprio perché il fiorentino è il sostrato dell'italiano standard contemporaneo, indipendentemente dal fatto che le caratteristiche fonetiche superficiali degli accenti toscani appaiano troppo "peculiari" rispetto alla pronuncia italiana neutra, spesso tanto ai profani quanto ai glottologi.

## Caratteristiche dei dialetti
I dialetti toscani presentano caratteristiche uniformi sebbene esistano alcune discrepanze che danno vita a varianti locali.

### Consonanti
|                         | Labiovelari | Bilabiali | Labiodentali | Dentali | Postalveolare | Palatali | Velari  | Glottali |
| Nasali                  |             | m         | [ɱ]          | n       |               | ɲ        | [ŋ]     |          |
| Occlusive               |             | p b       |              | t d     |               | c ɟ      | k ɡ     |          |
| Affricate               |             |           |              | t͡s d͡z   | t͡ʃ d͡ʒ         |          |         |          |
| Fricative sibilanti     |             |           |              | s z     | ʃ ʒ           |          |         |          |
| Fricative non sibilanti |             | [ɸ] [β]   | f v          | [θ] [ð] |               |          | [x] [ɣ] | [h]      |
| Approssimanti           | w           |           |              |         |               | j        |         |          |
| Polivibranti            |             |           |              | r       |               |          |         |          |
| Monovibranti            |             |           |              | [ɾ]     |               |          |         |          |
| Laterali                |             |           |              | l       |               | ʎ        |         |          |

### Vocali
|             | Anteriore | Centrale | Posteriore |
| ----------- | --------- | -------- | ---------- |
| Alte        | i         |          | u          |
| Medio-alte  | e         |          | o          |
| Medio-basse | ɛ         |          | ɔ          |
| Basse       |           | a        |            |

Nella costa (zona Pisano-Livornese) sono usate anche [æ], [ɒ] e [ʌ] rispettivamente per [ɛ], [a] ed [ɔ] .

### Fonetica e fonologia

#### Gorgia toscana
Il termine gorgia indica il passaggio allofonico delle consonanti occlusive sorde /k/, /t/ e /p/ a fricative in posizione post-vocalica [h], [θ], [ɸ]. Un esempio tipico è l'articolazione della /k/ come [h] in posizione intervocalica [la ˈhaːsa], per la "casa", [ˈbuːho] "buco".
La gorgia trova il suo culmine a Firenze (dove è molto più marcata che in qualunque altro comune, soprattutto a nord della città e del comune, mentre a sud si affievolisce leggermente) a Prato e Siena, mentre tende a indebolirsi sia andando verso occidente sia verso oriente fino a diventare fenomeno saltuario nell'aretino e nella zona Val di Chiana-Cortona (dove inoltre si risente dell'influenza umbra); persiste invece, ma limitandosi alla sola /k/, a Pistoia, nella Maremma (Cecina-Orbetello) e nelle Colline Metallifere (Volterra-Massa Marittima) e scompare nell'area pisana-lucchese-livornese, in cui si ha l'elisione della consonante /k/ in posizione intervocalica (/la ˈkasa/ a Siena, Firenze, Pistoia, Prato e Grosseto sarà [la ˈhaːsa] mentre a Livorno e Pisa sarà [la ˈaːsa]). In quest'ultima area essa può tuttavia realizzarsi anche come /x/ (ossia fricativa velare sorda), il che avviene in modo più marcato nel vernacolo "della piana" o "di Bua" (si veda la sezione relativa alla suddivisione dei vernacoli toscani).
La gorgia è un fenomeno fonetico-allofonico, cioè di pronuncia dei fonemi. Non è un cambiamento fonematico, perché non coinvolge i suoni a livello di struttura delle parole. Di conseguenza la struttura fonematica del fiorentino non ha più consonanti dell'italiano neutro (anzi, ha esattamente gli stessi fonemi dell'italiano). Talora, in grafia dialettale, viene scritto un apostrofo come per indicare che sia caduta la /k/ in casi in cui viene invece pronunciata una [h]: tale grafia "popolare" è però fuorviante, poiché il fonema /k/ non "scompare" mai in fiorentino.  Nei casi delle altre consonanti affette dalla gorgia, /t/ → [θ] e /p/ → [ɸ], è sconsigliabile tentare di rappresentarne la pronuncia, se non in IPA. In grafia dialettale, si dovrà scrivere semplicemente "capitani" per [kaɸiˈθaːni].

#### Deaffricazione di /ʧ/ e /ʤ/
Un altro fenomeno allofonico importante è l'indebolimento intervocalico delle consonanti affricate comunemente dette g palatale IPA /ʤ/ e c palatale IPA /ʧ/, chiamato tradizionalmente attenuazione.
Tra due vocali (e in assenza di rafforzamento fonosintattico), la consonante scempia affricata postalveolare sonora passa a fricativa postalveolare sonora:
Questo fenomeno è evidente e si può chiaramente sentire nel parlato (ed è diffuso - seppure non con la stessa sistematicità - anche in Umbria e nelle Marche): la gente, in italiano standard /laˈʤɛnte/ [laˈʤɛnte], si realizza in toscano come [laˈʒɛnte].
Analogamente, la consonante affricata postalveolare sorda passa a fricativa postalveolare sorda tra due vocali:
Così, la cena, in italiano standard /laˈʧena/ [la ˈʧeːna], in toscano diviene [laˈʃeːna].
Dato che in toscano (e anche in italiano standard) il fonema /ʃ/, rappresentato dal digrafo sc, è sempre geminato in posizione post-vocalica, non può avvenire confusione a livello fonologico tra i suoni espressi: pesce, in italiano standard e toscano: [ˈpeʃːe]; pece, in italiano standard: [ˈpeːʧe], in toscano: [ˈpeːʃe]. Nel caso del fono [ʒ] non può avvenire alcuna confusione dato che la geminata (di e.g. legge, poggio) viene realizzata come affricata [ʤː], non fricativa *[ʒː].

#### Affricazione di /s/
Un fenomeno comune a tutta la Toscana (ad eccezione delle zone di Firenze e Prato) è il passaggio della fricativa /s/ ad affricata quando preceduta da /r/, /l/, /n/.
Ad esempio, "il sole", che in italiano standard si pronuncia [ilˈsoːle]/, in toscano non-fiorentino suona [ilˈʦoːle]; il fenomeno è presente anche dopo di una consonante, come in "falso".
Si tratta di un fenomeno diffuso in tutta l'Italia centromeridionale, in alcune parti della quale si può avere anche sonorizzazione di [ʦ].

#### Elisione di /wɔ/ in /ɔ/
Questo fenomeno coinvolge la sequenza wɔ, che proviene da un fonema latino unico ŏ (/ɔ/), che perde la /w/ in toscano moderno, così che:
Così:
Il latino bŏnum /ˈbɔnʊ̃/ diventa (in fiorentino trecentesco e quindi in italiano) buono /ˈbwɔno/, ma in toscano (moderno) torna a ridursi a bòno /ˈbɔno/ (in realtà, la forma "ridotta" /ɔ/, in toscano, è sempre coesistita a livello popolare con la sequenza /wɔ/).
Trasformazione di /gj/+vocale in /dj/+vocale
Comune in vari vernacoli è la mutazione del gruppo ghi+vocale in di+vocale, ad es. "ghiaccio"→"diaccio".

#### Trasformazione di /skj/+vocale in /stj/+vocale
In Toscana il gruppo schi diviene sti, ad es. schiacciata si dice stiacciata.

#### Rotacismo
Nella costa tirrenica e nell'aretino /l/ seguito da consonante diviene /r/, similmente a come accade in alcune zone del Lazio. Es. altro → artro, albero → arbero, e l'articolo il passa a ir.

### Sintassi
Non si riconoscono nel dialetto toscano fenomeni sintattici particolari diversi dall'italiano standard.

### Morfologia
Articolo determinativo davanti ai nomi propri
Oltre che nei dialetti non toscani come quelli parlati in buona parte della provincia di Massa-Carrara (eccetto Massa e Montignoso, poste in una situazione simile all'alta Garfagnana, come dimostrato recentemente da Daniele Vitali (glottologo)) o dei territori amministrativamente toscani posti oltre il crinale appenninico, anche in garfagnino-versiliese, pistoiese, pratese e in numerose varianti del fiorentino (eccettuate quelle parlate nell'Empolese e in una parte della Val di Pesa) è tipico l'utilizzo dell'articolo determinativo davanti ai nomi propri femminili, caratteristica diffusa anche nel Nord, ma non è usuale apporlo ai nomi maschili. Tale caratteristica manca in lucchese (se non in valdinievolino), senese, grossetano, amiatino ecc.
- in italiano: non vedo Elisa da molto tempo
- nelle suddette varianti di toscano: 'un vedo l'Elisa da di mórto/parecchio tempo

Tu e Te
In toscano, come in parecchie varietà settentrionali dell'italiano, è d'uso corrente il pronome te anche al nominativo/soggetto, in luogo dell'italiano standard tu. Unica eccezione è l'uso della forma "tu" con il congiuntivo, obbligatorio con la seconda persona singolare. Esempio: " Non voglio che tu lo faccia".
- in italiano standard: tu fai pena
- in toscano occidentale: te fa(i) pena
- in toscano fiorentino: (te) tu fa' pena

Nel fiorentino viene usato il pronome tu molto spesso nelle frasi.
- in italiano: ma che fai?
- in toscano fiorentino: ma icche tu fai?

Si dà inoltre il caso di due pronomi soggetto, in cui il primo è forma libera, il secondo un clitico: te tu devi fare... (come in francese " toi, tu dois faire ").

#### "Non"
In buona parte della Toscana la negazione "non" viene modificata in " 'un".
- in italiano: Non mi piace questa bistecca
- in toscano fiorentino: La 'un mi garba questa braciola

Eccezione: si usa la forma "non" davanti a nomi, pronomi, aggettivi, avverbi, e in generale a qualsiasi parola e frase in citazione. Esempio:
"Non questo, ma quello".

#### Doppio pronome dativo
Fenomeno morfologico, citato anche da Alessandro Manzoni nel suo romanzo I promessi sposi, è il raddoppiamento del pronome personale dativo.
Nel porre un pronome personale al complemento di termine, chiamato anche caso dativo con un verbo, l'italiano standard si serve di una preposizione + pronome, a me, o di una forma sintetica, mi. Il toscano si serve di entrambi nella frase come rafforzamento del dativo/complemento di termine:
- in italiano: a me piace o mi piace
- in toscano: a me mi piace oppure a me mi garba

Questa forma è diffusa in tutto il Centro-Sud, non solo in Toscana, ed è considerata ridondante e scorretta in italiano standard. Tuttavia, alcuni linguisti tendono a rivalutare questo costrutto. Aldo Gabrielli scrive in proposito: «Non è errore, non è da segnare con matita blu, e nemmeno con matita rossa. Qui pure si tratta semplicemente d'uno di quei casi in cui la grammatica concede l'inserzione in un normale costrutto sintattico di elementi sovrabbondanti al fine di dare alla frase un'efficacia particolare, un particolare tono. È insomma uno dei tanti accorgimenti stilistici di cui tutte le lingue fanno uso». Un fenomeno simile si trova anche nella lingua veneta, nella lingua macedone, dov'è obbligatorio date certe condizioni, e nella lingua bulgara; si trova anche in altre lingue romanze, come in spagnolo dove l'espressione a mí me gusta è d'uso comune. Anche il linguista Giovanni Nencioni, presidente dell'Accademia della Crusca, ha affermato che questa forma adempie una sua specifica funzione comunicativa nell'italiano parlato, ed è utilizzabile in contesti opportuni.
In alcuni dialetti si può sentire anche il doppio pronome accusativo (ad esempio me mi vedi), ma è una forma antiquata e di scarso uso comune.

#### Noi +Siimpersonale
Un fenomeno morfologico diffuso nell'intero territorio dialettale toscano (e comune alla lingua francese) è l'uso personale del si in forma "impersonale" (da non confondersi con il "si passivante" e il "si riflessivo").
In particolare, oltre alla forma regolare di prima persona plurale per tutti i verbi, è possibile usare anche la costruzione si + verbo in terza persona singolare, a cui può venire preposto anche il pronome soggetto di prima persona plurale 'noi, poiché il "si" viene sentito come parte integrante della coniugazione del verbo.
- italiano: Andiamo a mangiare, Noi andiamo là
- toscano: Si va a mangià (oppure magnà) ', Noi si va là (in fiorentino si va a mangiare, dato che in questa posizione non si ha il troncamento dell'infinito)
- francese: On mange quelque chose, Nous, on mange quelque chose

Il fenomeno avviene in tutti i tempi verbali, compresi quelli composti. Qui, la sostituzione di noi con si porta con sé l'uso del verbo essere come ausiliare, anche se il verbo richiederebbe avere come ausiliare. Inoltre il participio passato deve accordarsi col soggetto in genere e numero se il verbo di per sé avesse avuto essere come ausiliare, mentre non si accorda se in genere avesse richiesto il verbo avere (come per il si passivante e il si impersonale: si è detto, si sono detti). In francese l'ausiliare rimane regolare e il participio passato deve accordarsi col soggetto in genere e numero se l'ausiliare del verbo è "essere".
- italiano: Abbiamo mangiato al ristorante
- toscano fiorentino: S'è mangiato a i' rristorante
- toscano pisano: S'è mangiato aristorante (tutto attaccato) (l'occidentale ha come articolo er, ir, el ecc.)
- francese: On a mangé au restaurant, (Nous) On est partis très tôt

Generalmente si si elide davanti ad è (S').
L'uso del si impersonale al posto del noi evita in toscano l'ambiguità tra indicativo e il congiuntivo (che invece si crea in italiano standard) poiché (noi) si mangia e che si mangi sono forme distinte mentre l'italiano ha mangiamo sia per l'indicativo sia per il congiuntivo.
Con questa forma scompaiono i pronomi personali lo, la, li e le, ad esempio la frase la abbiamo presa diventa s'è presa, mentre li abbiamo presi diventa s'ènno presi/si so' presi.

#### "Fare" e "andare"
Un altro fenomeno morfologico molto presente nel toscano (ma comune anche ad altri dialetti) è la forma breve delle prime persone singolari al presente di "fare" e "andare".
- Fare: faccio = fo
- Andare: vado = vo

Queste forme brevi dei verbi sono dovute al continuo uso di queste forme nella lingua parlata, fatto che ha provocato una perdita dei suoni interni tra la prima consonante e la desinenza personale -o nel caso di vado, e poi regolarizzazione del paradigma per faccio, presumibilmente sul modello:
- Latino: sapio → italiano so

#### Arcaismi (verbo diventare)
In alcune aree della toscana centro occidentale (area del pisano) si usano tuttora forme arcaiche o ricercate di alcuni verbi. Ad esempio il verbo "diventare" è usato nella sua forma arcaica/poetica "doventare".
- italiano: diventa rosso
- livornese/pisano: doventa rosso

#### Aggettivi possessivi
Altro fenomeno morfologico prevalente nel toscano è la perdita delle desinenze di genere e numero degli aggettivi possessivi delle tre persone singolari in posizione proclitica:
- mio, mia, miei, mie → mi',
- tuo, tua, tuoi, tue → tu',
- suo, sua, suoi, sue → su'.

Il fenomeno appare come simile a quello che ha portato alla formazione degli aggettivi possessivi spagnoli (che hanno forma identica).
I pronomi possessivi non risentono di questo fenomeno, come gli aggettivi stessi se posti dopo il verbo o il nome:
In toscano, quindi: la casa è mia, a casa mia, ma la mi' casa.
Tuttavia quando l'aggettivo possessivo viene usato in funzione prepositiva, o come pronome possessivo dopo il verbo, la forma plurale presenta forme alternative:
- italiano standard: Prendo le mie
- toscano: Prendo le mia
- italiano standard: Non sono affari tuoi
- toscano: 'Un sono affari tua

L'origine di queste forme plurali alternative è da attribuire alla forma latina neutra plurale, mea, tua, sua, che in italiano standard scompare, mentre in toscano è sopravvissuta; forme di altro tipo sono da attribuire all'analogia con altre forme.
Per indicare un avvenimento accaduto a noi stessi viene usato m’è
- In italiano: mi è morto il gatto, ha voluto attraversare la strada
- in toscano sampierano: m’è morto i' gatto, gli ha vorsuto attraversare...

#### Articolo determinativo maschile
Una caratteristica morfo-fonologica che suddivide i dialetti toscani riguarda l'articolo determinativo maschile singolare "il". Nella zona della parlata fiorentino-pratese, fino a Pistoia, esclusa, e fino a San Miniato, inclusa, e scendendo a sud fino a San Gimignano, Poggibonsi e alcune zone della Val d'Elsa, la consonante liquida [l] cade, allungando (raddoppiando) la consonante successiva.
- il cane → i' cane [ikˈkaːne]
- il sole → i' sole [isˈsoːle]

In tal modo l'articolo non forma più legami con le preposizioni, ma solo col suo sostantivo:
- nel bar → n'i' bar [nibˈbar(re)]
- al ristorante → a i'ristorante [airˌristoˈrante]

Si riesce a distinguere dal corrispondente articolo determinativo maschile plurale, perché quest'ultimo non provoca il raddoppiamento, inoltre spesso al posto della "i" è usata la vocale "e":
- i'bar [ibˈbar(re)] / i-e bar [iˈbar(ri)], [eˈbar(ri)]
- i'cane [ikˈkaːne] / i-e cani [iˈhaːni], [eˈhaːni] (qui addirittura si distingue per l'effetto della gorgia toscana)

Nell'area occidentale invece la liquida [l] subisce spesso rotacismo ([l] → [ɾ]), ad eccezione se seguita da un'altra [l]:
- il cane → ir cane [iɾˈkane]
- il sole → ir sole [iɾˈʦole]

Quest'ultimo fenomeno è variamente diffuso, soprattutto sulla costa (Livorno e Pisa).
Nella parte orientale (area aretina escluso Valdarno Superiore) ed anche nella parte nord occidentale (Versilia), la vocale "i" cade:
- il cane → 'l cane [lːkaːne]
- il sole → 'l sole [lːsoːle]

#### Perdita di "-re"
Un altro fenomeno morfologico, di origine dubbia ma quasi sicuramente non toscana, è la perdita della desinenza -re dell'infinito.
- andàre → andà
- pèrdere → pèrde'
- finìre → finì
- mangiàre → mangià

Caratteristica importante di questa perdita è che l'accento rimane sulle posizioni precedenti, e non si sposta sulla nuova penultima sillaba, differenziando spesso la nuova forma dalla terza persona singolare dell'indicativo presente.
Le forme risultanti sono cogeminanti quando ultimali (i.e. quando l'accento d'intensità cade sull'ultima sillaba), il che si spiega postulando una forma intermedia in -r.
Questo fenomeno non si riscontra nelle zone di Firenze e Prato, tranne che all'interno di frase.
Nel verbo all'infinito seguito da particella pronominale la /r/ finale del verbo viene assimilata alla consonante iniziale dell'elemento enclitico.
- lavarsi → lavassi
- lavarmi → lavammi
- lavarti → lavatti
- lavarci → lavacci
- lavarvi → lavavvi

Nei verbi riflessivi all'infinito della seconda coniugazione si ha la scomparsa non solo della r ma dell'intero gruppo er il quale viene sostituito da una i.
- permettersi → permettisi
- permetterti → permettiti
- permettermi → permettimi
- permetterci → permettici
- permettervi → permettivi
- permettergli → permettigli

Passato remoto
Caratteristica di molti verbi toscani coniugati al passato remoto è la desinenza in -iede, al posto dell'italiano -ette e talvolta -onno, al posto di -erono/arono/irono ecc.:
Noi andammo al mare→ No' s'andiede ai' mmare.
Loro andarono al mare→ Loro gli andonno/andettero/andiedero ai' mmare.

## Suddivisione dei vernacoli toscani
I dialetti di tipo toscano costituiscono un insieme di varianti minori locali, detti vernacoli, con differenze minime tra di essi ma comunque sufficientemente evidenti.
Nel Medioevo i vernacoli principali erano quattro: fiorentino, senese, lucchese e toscano orientale, situazione descritta anche da Dante Alighieri nel De vulgari eloquentia che li identificò come fiorentino, senese, lucchese e aretino.
Nel XVI secolo il panorama vernacolare si complica perché, secondo quanto descritto da Claudio Tolomei ne Il Cesano, praticamente ogni borgo aveva il proprio vernacolo che si distingueva da quelli vicini per differenze sottili nell'accento e nel lessico, tanto sottili che un non toscano non le avrebbe colte, e cita come esempi i parlari di Arezzo, Volterra, Siena, Firenze, Pisa, Pistoia, Lucca, Cortona.
Nel XIX secolo, in base agli studi di Carl Ludwig Fernow, Johann Christoph Adelung e Ludwig Gottfried Blanc, i vernacoli principali erano sei: fiorentino, senese, pistoiese, pisano, lucchese e aretino. Questa suddivisione venne affinata da Francesco Cherubini che individuò fiorentino, senese, pisano proprio, lucchese, garfagnino, pistoiese, pesciatino, pratese, livornese, elbano, aretino, cortonese, maremmano, volterrano, corso.
Nella seconda metà del XX secolo, Giovan Battista Pellegrini nella sua Carta dei dialetti d'Italia (1977) individuò:
I. fiorentino
II. senese
III. toscano occidentale
IIIa. pisano
IIIb. livornese
IIIc. elbano
IIId. pistoiese
IIIe. lucchese
IIIf. piombinese
IV. aretino
V. grossetano-amiatino
Tale situazione è stata ancor più affinata da Luciano Giannelli (Toscana, 1976, ma aggiornata nel 2000) che individua:
- fiorentino: parlato a Firenze e provincia (esclusa la Romagna toscana; a Empoli, San Miniato e dintorni si parla una varietà del fiorentino leggermente differente che risente in maniera determinante delle influenze del dialetto parlato lungo tutta la val d'Elsa di cui Empoli è linguisticamente la propaggine più orientale ed elemento di confine con il dialetto fiorentino strettamente inteso), in alcuni comuni della provincia di Prato, in parte della provincia di Pistoia (Montale, Agliana, Quarrata), nel Valdarno (a partire da Terranuova Bracciolini e Montevarchi) e in parte del Chianti.
- senese: parlato a Siena e provincia fino a Castiglione d'Orcia (inclusa) e fino a Sinalunga (inclusa). Questa è la varietà più vicina all'italiano standard con deviazioni dialettali meno vistose e meno frequenti, anche rispetto al fiorentino.[2]
- lucchese: parlato a Lucca e provincia a Sud della Valfreddana (compresa) e della Valdilima (esclusa) nonché nella parte centrale del comune di Massarosa.
- pisano-livornese: parlato lungo la costa settentrionale da Cecina a Livorno, e nell'immediato interno a Pisa e provincia fino al comune di Cascina, dopo il quale si parla il "vernacolo della piana" o "di Bua" che riguarda i comuni di Calcinaia, Pontedera e Ponsacco, e resiste verso sud fino a Lajatico e Peccioli. Fa, poi, eccezione (inclusa l'area di Uliveto Terme) il quadrangolo Orentano-Bientina-Buti-Vico, ove si parla il "vernacolo di sottomonte", una forma di transizione vernacolare tra dialetto Pisano arcaico (con più enfasi su certe consonanti tra vocali, talvolta geminandole, di quello moderno urbano), Lucchese rurale e Fucecchiese (parlata vagamente "fiorentinoide", volendo affine ma non identica al Montopolino)
- pistoiese: parlato a Pistoia e provincia, ad est di Serravalle e ad ovest di Montale, Agliana e Quarrata, nonché, con varianti, nell'alta Valdilima.
- valdinievolino: parlato in Valdinievole, in provincia di Pistoia, peculiare incontro di lucchese, pisano, pistoiese e fiorentino.
- elbano: parlato sull'isola d'Elba e a Capraia Isola.
- aretino: parlato ad Arezzo e zone limitrofe fino a Castiglion Fiorentino.
- amiatino: parlato sul Monte Amiata e comuni adiacenti.
- basso garfagnino-alto versiliese: dialetti a fondo apuano progressivamente toscanizzati, parlati (con varianti) a partire dai comuni di Coreglia Antelminelli, Fabbriche di Vergemoli.
- alto garfagnino: parlato a Nord di Camporgiano
- barghigiano: variante del basso garfagnino-altoversiliese, in parte influenzato dal lucchese mentre non mostra segni di influsso fiorentino, nonostante la lunga dipendenza da Firenze (storicamente parte della Garfagnana Barga passò a Firenze nel XIV secolo costituendo quella che andò a chiamarsi “Garfagnana Toscana”, cioè un’exclave dipendente da Firenze ed in seguito dal Granducato di Toscana); è parlato nell'intero comune di Barga e anche in alcuni territori limitrofi compresi nel comune di Coreglia Antelminelli.
- vernacoli "grigi" (cioè di transizione):
  - viareggino: transizione tra lucchese e pisano (dialetti di Viareggio, Massaciuccoli) e tra lucchese e basso garfagnino con dialetti della valle di Camaiore, Corsanico-Bargecchia, Mommio e Stiava, peraltro affini ai vernacoli dei centri a nord del Pedogna del comune di Pescaglia e di quelli a nord del Pedogna e ad ovest del Serchio del comune di Borgo a Mozzano, non trattati da Giannelli nel suo “Toscana”.
  - pratese: parlato nel comune di Prato, simile ma non identico al fiorentino.
  - mugellano: strettamente simile al fiorentino, ma contraddistinto dall'uso di alcuni vocaboli arcaici e da una cadenza più marcata e stretta. Nell'estremo ovest della valle (Barberino di Mugello) si hanno già alcune lievi somiglianze col pratese (es. Gli vo, gli fo, gli ho; "vado", "faccio", "ho"). Già detto del dialetto della Romagna toscana, un discorso a parte va fatto per il comune di Firenzuola, nell'Alto Mugello, la cui parlata risulta più "neutra" e meno "dolce". Essendo comunque un comune molto esteso e di confine, nel territorio comunale si parlano anche il romagnolo e la variante appenninica del bolognese.
  - pesciatino: parlato a Pescia e immediate vicinanze, in provincia di Pistoia, unisce tratti di fiorentino, lucchese e influenze livornesi e pisane, con termini autoctoni che lo distinguono un po' da tutti gli altri sottodialetti (è una variante del valdinievolino, vedi sopra)
  - casentinese: parlato lungo il casentino e funge da spartiacque tra il fiorentino e l'aretino.
  - alto valdelsano: parlato nei comuni di Colle di Val d'Elsa, Casole d'Elsa, San Gimignano, Poggibonsi e Certaldo spartiacque tra il fiorentino e il senese.
  - grossetano-massetano, distinto dal senese in quanto meno italianizzato e più conservativo
  - volterrano: parlato nei comuni di Volterra, Montecatini Val di Cecina, Pomarance e Castelnuovo di Val di Cecina, presenta influenze livornesi e pisane nella fonetica, talvolta senesi nella cadenza e grossetane nel lessico. Per questo risulta molto affine al massetano e al piombinese.
  - follonichese (o follonichino): perfetto compromesso di livornese arcaico e volterrano-piombinese con un tocco di grossetano nel lessico, ove (come a Siena, in molte aree del Pisano e a Viareggio) si riscontra l'utilizzo dell'articolo determinativo davanti ai nomi femminili
  - chianino: parlato nella Valdichiana ed è un dialetto di transizione tra il senese, l'aretino e il perugino parlato nella zona del lago Trasimeno. È principalmente parlato in Toscana a Torrita di Siena (SI), Sinalunga (SI), Montepulciano (SI), Cortona (AR), Foiano della Chiana (AR), Lucignano (AR), Chiusi (SI), Chianciano Terme (SI) ed in Umbria nei comuni di Castiglione del Lago (PG), Città della Pieve (PG), Panicale (PG), Paciano (PG) e di Tuoro sul Trasimeno (PG).
  - versiliese: parlato in tutti i 4 comuni della Versilia: Pietrasanta, Forte dei Marmi, Seravezza e Stazzema.